# Локалита Ка Бјанка-Черкијара (Тревизо)
Локалита Ка Бјанка-Черкијара је насеље у Италији у округу Тревизо, региону Венето.
Према процени из 2011. у насељу је живело 148 становника. Насеље се налази на надморској висини од 32 м.